# Tiruvalluvar
Œuvres principales
Thirukkural
Thiruvalluvar (tamoul : திருவள்ளுவர்), grand poète et philosophe tamoul, est né avant le début de notre ère. Originaire d'un village situé près de Chennai (Madras), il est connu pour le Tirukkuṟaḷ, précieuse contribution à la littérature tamoule ancienne. À travers, un ensemble de 1 330 maximes, il livre sa vision de l'art de vivre des Tamouls au début de notre ère, en s'appuyant sur trois objectifs majeurs de la vie : la sagesse, la fortune et l'amour.

## Le Tirukkuṟaḷ
L'ouvrage reconnu pour sa portée universelle a été traduit dans presque toutes les langues. Le Tirukkuṟaḷ est un recueil de réflexion philosophique de 133 chapitres comprenant 10 versets (kural) et organisé en en trois grandes parties: l'Arattuppāl (la vertu), le Poruṭpāl (la fortune) et le Kāmattuppāl (l'amour). Thiruvalluvar livre des conseils pour avoir une vie harmonieuse et saine. 
Il s'adresse à l'Homme sans distinction de castes, de classes sociales. Il propose des recommandations pour une bonne conduite morale à travers des maximes sur la connaissance de soi, la spiritualité, la prospérité et le bien-être, la politique, l'économie, l'amour et les relations humaines.
Ce livre, à travers le temps, reste une référence non seulement pour les Tamouls mais pour l'humanité tout entière.

## Hommage

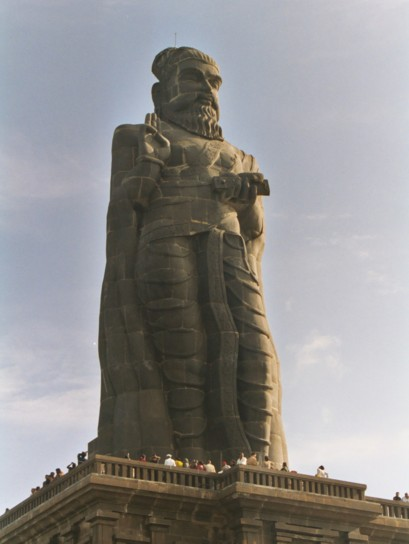
La statue de Thiruvalluvar à Kânyâkumârî.

À Kânyâkumârî, dans l'État du Tamil Nadu, une statue de Thiruvalluvar d'une hauteur de 40,5 m a été érigée en 2000 en hommage à son œuvre Tirukkuṟaḷ.